# ساندرا كوستيجان
ساندرا كوستيجان (بالإنجليزية: Sandra Costigan)‏ هي لاعب هوكي الحقل أمريكية، ولدت في 6 مايو 1964 في وينثروب ‏ في الولايات المتحدة.

## وصلات خارجية
- ساندرا كوستيجان على موقع أوليمبيديا (الإنجليزية)